# Boralesgamuwa
Boralesgamuwa ist eine Gemeinde (Urban Council) in Sri Lanka mit 60.110 Einwohnern (2012). Sie liegt in der Westprovinz, südwestlich von Colombo und südlich von Sri Jayewardenepura Kotte. Eines der größten Kaolinvorkommen Sri Lankas befindet sich in Boralesgamuwa. 